# إيدي غرانت
إيدي غرانت (بالإنجليزية: Eddy Grant)‏ هو عازف قيثارة وموسيقي ومغني ومغن مؤلف بريطاني، ولد في 5 مارس 1948 في Plaisance, Guyana ‏ في غيانا.

## وصلات خارجية
- الموقع الرسمي
- إيدي غرانت على موقع IMDb (الإنجليزية)
- إيدي غرانت على موقع ميوزك برينز (الإنجليزية)
- إيدي غرانت على موقع إن إن دي بي (الإنجليزية)
- إيدي غرانت على موقع أول ميوزيك (الإنجليزية)
- إيدي غرانت على موقع ديسكوغز (الإنجليزية)
- إيدي غرانت على موقع قاعدة بيانات الفيلم (الإنجليزية)